# Darja Škrlj
Darja Škrlj, slovenska umetnostna drsalka, * 13. marec 1985, Ljubljana.
Leta 2005 je bila slovenska državna prvakinja v umetnostnem drsanju. 